# Altadena
|  | Dieser Artikel wurde aufgrund von inhaltlichen Mängeln auf der Qualitätssicherungsseite des Projektes USA eingetragen. Hilf mit, die Qualität dieses Artikels auf ein akzeptables Niveau zu bringen, und beteilige dich an der Diskussion! Eine nähere Beschreibung der zu behebenden Mängel fehlt. |

Altadena ist ein census-designated place (CDP) im Los Angeles County im US-Bundesstaat Kalifornien mit 42.846 Einwohnern (Stand: Volkszählung 2020) auf einer Fläche von 22,5 km². Es liegt bei den geographischen Koordinaten 34,19° Nord, 118,13° West und grenzt im Süden an die Stadt Pasadena an.

## Geographie
Altadena befindet sich 19 Kilometer nordöstlich der Innenstadt von Los Angeles am Fuß der San Gabriel Mountains. Westlich der Siedlung fließt der Arroyo Seco vorbei, in den im Nordwesten der Millard Creek mündet und an dem sich zahlreiche Rückhaltebecken befinden. Im Norden wurden ebenfalls Rückhaltebecken angelegt, in denen die temporären Bäche West Ravine, Chiquita Canyon, Las Flores Creek, Rubio Creek und Gooseberry Creek teils münden beziehungsweise ihre mitgebrachten Sedimente und Schuttströme ablagern sollen (Debris Basin). Einzig der Rubio Wash verläuft ein längeres Stück durch Altadena. Der Eaton Creek fließt östlich an Altadena vorbei und hat sein Rückhaltebecken südöstlich von Altadena mit dem 650 Meter langen und bis zu 430 Meter breiten Eaton Canyon Reservoir. Dieses besitzt wie andere dieser Becken einen eigenen Damm am Südende – den Eaton Wash Debris Dam, gehört aber zu Pasadena.

## Geschichte

### Ortsname
Der Ortsname ist ein spanisch geprägtes Kunstwort mit Wurzeln in der Sprache der Ureinwohner, stellt aber ein reines Kunstwort dar. Während das spanische Wort „alta“ („hoch“) das Bestimmungswort bildet, ist das Grundwort „dena“ (Tal) in der Sprache der Anishinabe verwurzelt. Diese lebten allerdings nicht in der Gegend, sondern im Zusammenhang mit der Stadtwerdung der nahen Stadt Pasadena hatte Stadtvater Thomas Eliot an einen Missionar aus Minnesota geschrieben und sich von diesem eine Übersetzung für „Krone des Tals“ erbeten. Von dieser Übersetzung („Weo-quan pa-sa-de-na“) wurde aber nur der zweite Teil („des Tals“) übernommen, von dem Altadena wiederum nur das „dena“ übernahm. In den 1930er Jahren gab es Versuche, die Bedeutung über ein italienisches „alta-eden“ zu konstruieren.

### Siedlungsbeginn

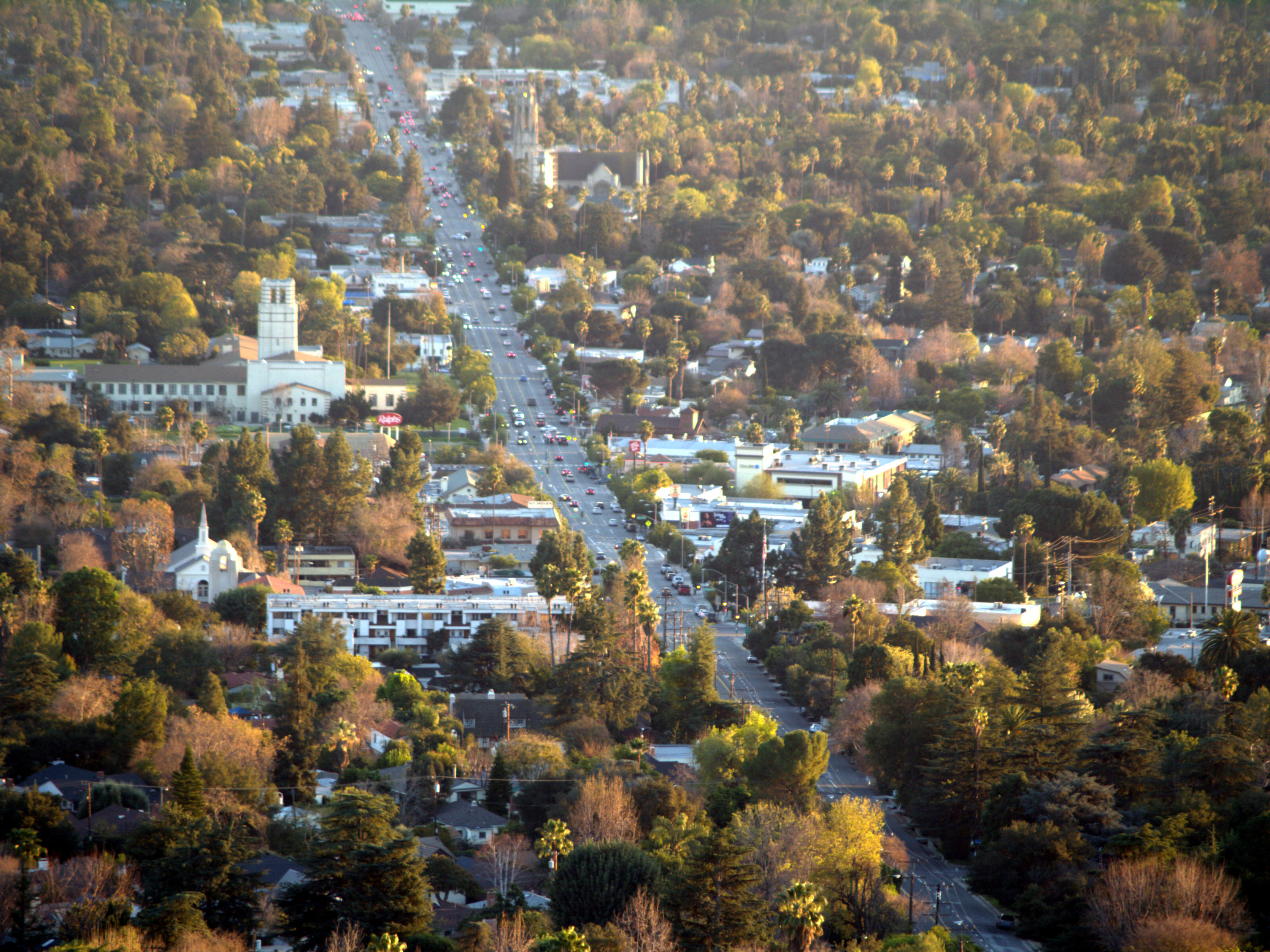
Lake Avenue mit Community Church und Westminster Presbyterian Church (2011)

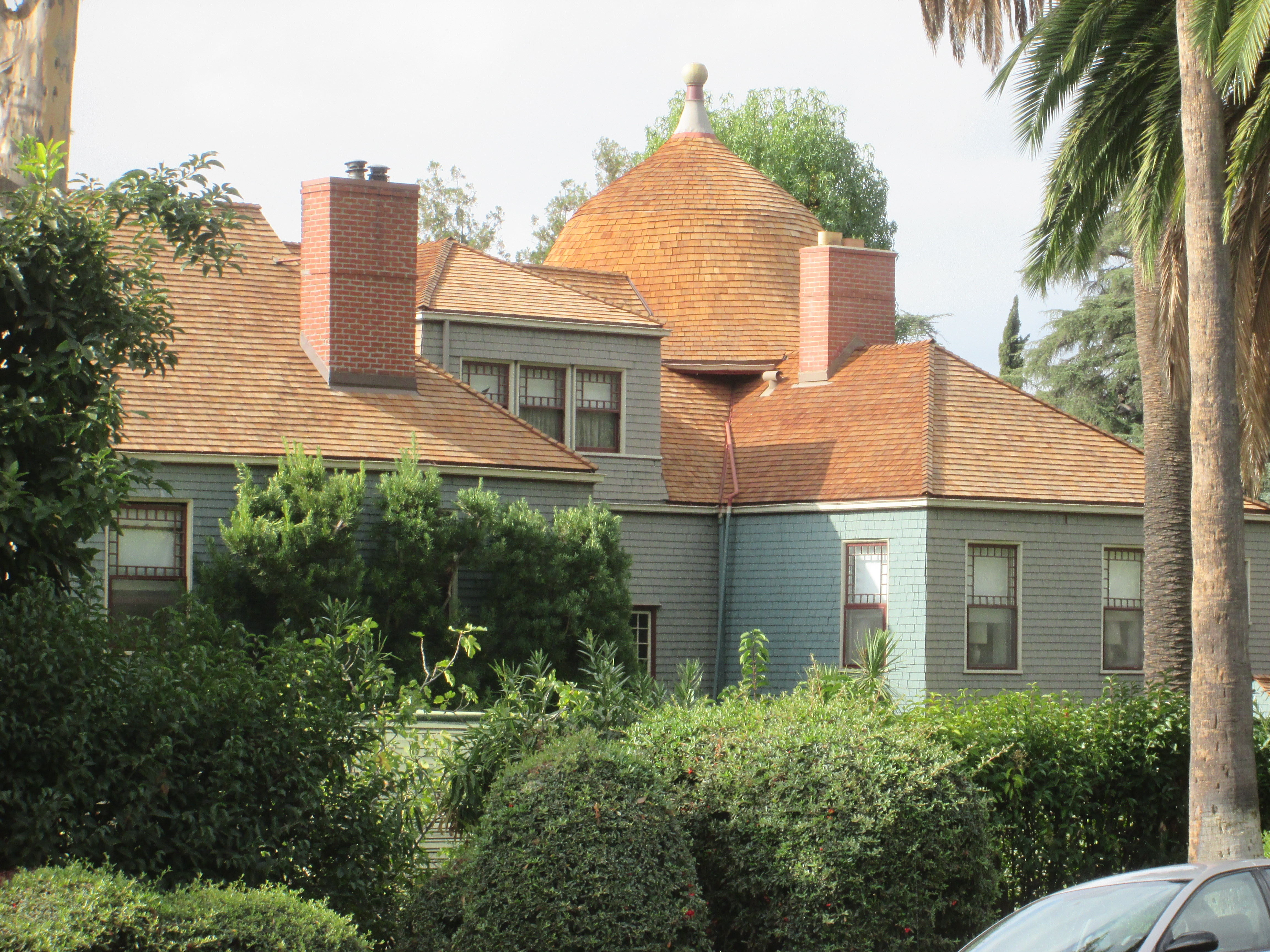
Andrew-McNally-House (2014)

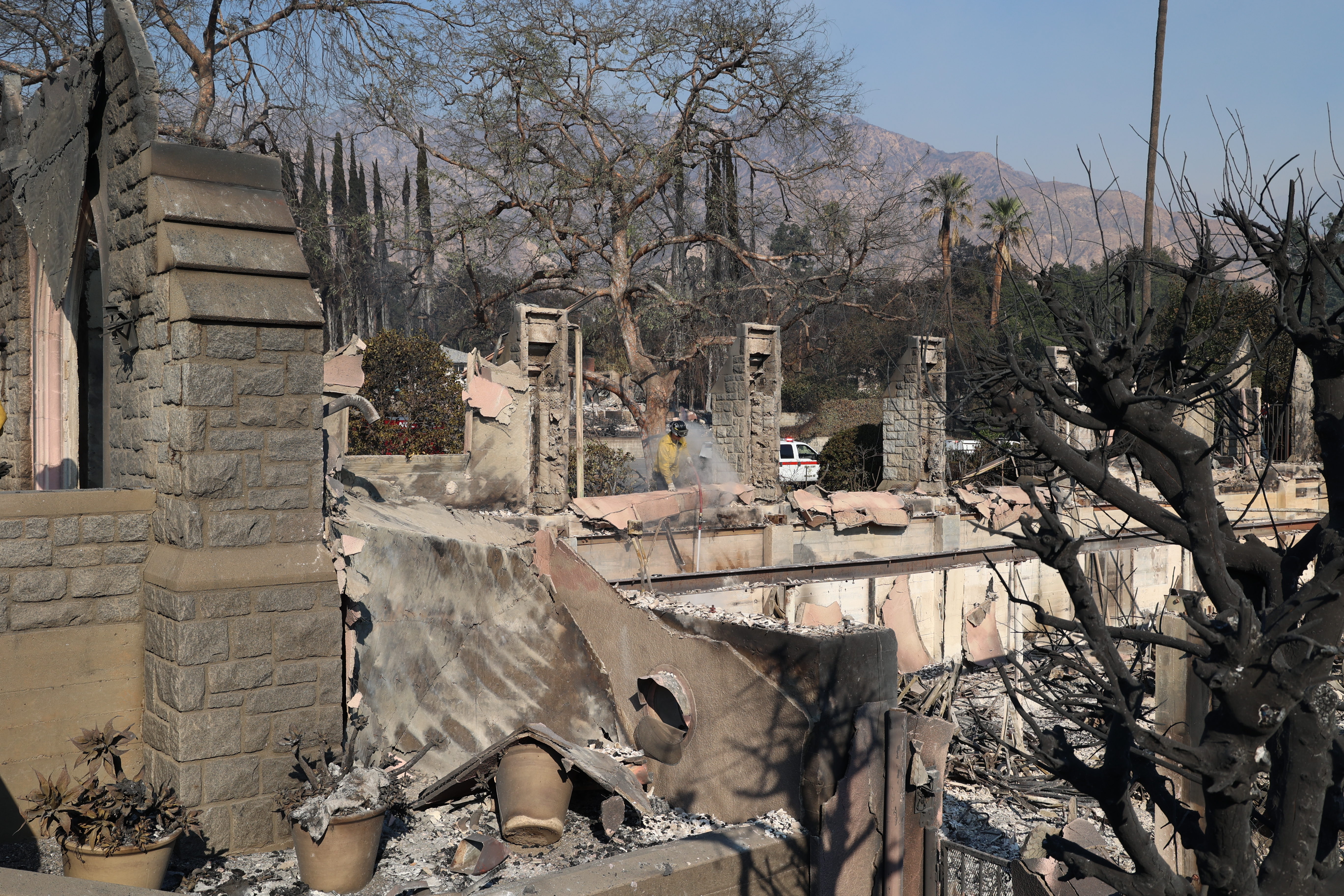
Reste der Saint Mark’s Episcopal Church (2025)

In der Gegend von Pasadena und Altadena lebten die Hahamog’na, eine Stamm der Tongva, als um 1770 eine mexikanische Expedition unter General Portola hier eintraf. Altadena gehörte als nördlichster Punkt zum Rancho San Pascual, der 1826 von der mexikanischen Regierung gegründet wurde. Durch den Vertrag von Guadalupe Hidalgo kam es 1848 zu den USA und die Gegend wurde ab dem Jahr 1874 durch die Indiana-Kolonie besiedelt, wobei die Hochlandgebiete wie Altadena zunächst unbebaute Gebiete des Los Angeles County blieben. Die Brüder Frederick und John Woodbury aus Marshalltown (Iowa) kauften 1880 937 Acres, die als Woodbury Ranch bekannt wurden.
John Woodbury war es auch, der 1887 die Pasadena Improvement Company gründete, um mit dieser die Wohnsiedlung Woodbury Subdivision zu errichten. Da es aber seit 1875 bereits eine Baumschule mit dem Namen Altadena Nursery gab, die Byron O. Clark gegründet hatte, entschied man sich für die Übernahme von diesem Namen. Der erhaltene Bebauungsplan von 1887 zeigt teils nie umgesetzte Straßen und Gebäude, darunter ein schlossartiges Altadena Hotel. Die baumgesäumte Auffahrt zum Herrenhaus von Woodbury wurde mit Himalaya-Zedern bepflanzt und ist heute als Christmas Tree Avenue bekannt. Die neu entstehende Siedlung zog Wohlhabende aus dem Osten der USA, darunter Andrew McNally, George Gill Greene, Jabez Banbury oder auch die Zeitungsmagnaten Armiger Scripp und William Kellogg an, die hier Villen errichteten.

### Weitere Entwicklung
Ab dem Jahr 1888 kam es zu einer Verlangsamung der Immobilienentwicklung, aber auch weiterhin konnte man wohlhabende Personen aus anderen Regionen der USA anlocken, die zum Teil hier ihren Ruhesitz erbauten oder sich aufgrund des Klimas für den Umzug entschieden. Neben Woodbury begannen nun auch andere Entwicklungsfirmen hier zu wirken und die Siedlung zu erweitern. Zudem wurde angepasste Infrastruktur geschaffen, darunter der Altadena Country Club (1912) und ein Flugplatz, den Cecil B. DeMille gründete. Auch der Autor Zane Grey zog 1920 nach Altadena. Der Architekt Wallace Neff, Enkel von Andrew McNally, begann seine Karriere mit dem Bau der 1926 eröffneten St. Elizabeth Catholic Church. Im selben Jahr wurde die benachbarte Westminster Presbyterian Church im Stil gotischer Kathedralen begonnen und 1928 fertiggestellt. Eine Reihe weiterer Kirchen folgten, darunter die Altadena Community Church (1948) und die St. Marks Episcopal Church, die bereits 1909 als Mission entstanden war, aber erst 1948 zur Pfarrkirche wurde. Wiederholt versuchte Pasadena erfolglos, Altadena einzugemeinden.
Durch das sechs Tage andauernde Kinneloa Fire wurden Ende Oktober 1993 fast 200 Gebäude zerstört.

### Großbrand 2025
Während der Waldbrände in Südkalifornien im Januar 2025 wurde annähernd die Hälfte der Gebäude in Altadena durch das Eaton Fire zerstört oder schwer beschädigt, darunter die Altadena Community Church, der Pasadena Jewish Temple, die Altadena United Methodist Church und die Saint Mark’s Episcopal Church. Auch die denkmalgeschützten Häuser von Zane Grey (erbaut 1907; Architekten: Myron Hunt und Elmer Grey) und Andrew McNally (erbaut 1887; Architekt: Fredrick Roehrig; diente mehrfach als Filmkulisse) wurden zerstört. Sie waren Teil des National Register of Historic Places. Auch 21 der 28 von Gregory Ain entworfenen Park Planned Homes, die in den Jahren von 1946 bis 1948 errichtet wurden, wurden Opfer der Flammen. Insgesamt galten ungefähr 10.000 Gebäude als zerstört.

## Verkehr
Bereits in der Frühphase entstanden Eisenbahnanbindungen (Los Angeles Terminal Railway; Mount Lowe Railway), später auch ein Flugplatz, allerdings sind diese nicht erhalten. Südlich und westlich von Altadena führt heute die Interstate 210 entlang.

## Söhne und Töchter des Ortes
- Marni Nixon (1930–2016), Opernsängerin (Sopran)
- Jon Postel (1943–1998), Informatiker und Pionier des Internets
- Russell L. Ciochon (* 1948), Paläoanthropologe und Primatologe
- Sharon Stouder (1948–2013), Schwimmerin; Olympiasiegerin (1964)
- Aja Brown (* 1982), Politikerin
- Tristan Boyer (* 2001), Tennisspieler
- Marlow Barkley (* 2008), Kinderdarstellerin